# Bjurholms revir
Bjurholms revir var ett skogsförvaltningsområde inom Umeå överjägmästardistrikt, Västerbottens län, som omfattade Nordmalings socken samt Bjurholms socken med undantag av kronoparkerna Hörneålandet, Antmyrliden och Högmyråsen. Reviret, som var indelat i fyra bevakningstrakter, omfattade 26 530 hektar allmänna skogar, varav 19 kronoparker med 23 785 har areal (1920).